# Karl Feitenhansl (Politiker, 1922)
Karl Feitenhansl (* 31. August 1922 in Losau, Tschechoslowakei; † 14. September 2004 in München) war ein deutscher Politiker (VU, NPD).

## Leben und Beruf
Feitenhansl absolvierte nach dem Besuch der Volksschule eine Ackerbauschule in Eger und war danach zunächst als Hilfsgärtner tätig. Später arbeitete er als landwirtschaftlicher Versuchstechniker bei der Kreisbauernschaft in Marienbad, bevor er kurzzeitig zum Staatsgut Hardisleben in Thüringen wechselte. Von 1941 bis 1945 nahm er am Zweiten Weltkrieg als Soldat der Nachrichtentruppe teil.
Nach dem Krieg floh er 1946 nach Bayern und wurde als Gutsverwalter und -inspektor tätig. In den 1960er Jahren leitete er das landwirtschaftliche Versuchswesen beim Institut für Ackerbau und Pflanzenzucht in Rohrbach.

## Politik
Feitenhansl gründete im Frühjahr 1949 die Vaterländische Union, die eine Lizenz für das Gebiet der Stadt München erhielt, und wurde deren Vorsitzender. Von Anbeginn fielen er und seine Partei durch extrem nationalistische Äußerungen auf, was zu Protesten anderer Parteien führte. So mussten im Oktober und November 1949 mehrere seiner Veranstaltungen abgesagt oder beendet werden, weil es Gegendemonstrationen gab. Anfang 1950 wurde ihm von der Spruchkammer München vorübergehend jede politische Betätigung verboten, da er sich neofaschistisch betätigt habe. Wegen Verstoßes gegen das Verbot wurde er am 19. Juni 1950 für vier Tage verhaftet, dann aber gegen Auflagen freigelassen. Bei den Bundestagswahlen 1953 und 1957 kandidierte er erfolglos für die VU. Im März 1966 überführte er die VU in die NPD, für die er von 1966 bis 1970 dem Bayerischen Landtag angehörte und deren Bundesgeschäftsführer er bis in die 1970er Jahre war. 1984 beteiligte er sich an der von der NPD zur Teilnahme an der Stadtratswahl jenes Jahres gegründeten Münchner Bürgerinitiative Ausländerstopp.